# Bootania solomonensis
Bootania solomonensis är en stekelart som först beskrevs av Milliron 1950.  Bootania solomonensis ingår i släktet Bootania och familjen gallglanssteklar. Inga underarter finns listade.